# Nethravathi
El Nethravathi o Nethravathy tiene sus orígenes en Gangamoola en el distrito de Chikmagalur en el estado de Karnataka, en India. 
Proporciona el abastecimiento de agua a la ciudad de Mangalore. Se combina con el río Kumaradhara en Uppinangadi antes de desembocar en el mar de Omán.
En el pasado lo llamaron el río Buntwal debido a que la importante ciudad de Bantwal se encuentra sobre sus orillas. Una referencia al río Nettrawutti, es mencionado en el libro "El índice geográfico del sur de India", publicado en el año 1855. 
Tiene la anchura aproximada de 200 yardas con presencia de grandes zonas rocosas que contienen  mica y pequeños granates. 
El río Buntwal es navegable en muchos kilómetros.
Muchas veces en el pasado, Bantwal, fue sumergida debido a los monzones que provocaban los  desbordamientos del río Nethravathi. Muchos habitantes abandonaron la ciudad y se desplazaron a lugares más seguros. Las mayores inundaciones que se recuerdan son las ocurridas en los años 1928 y 1974.
- Datos: Q3520928
- Multimedia: Netravati River / Q3520928